# Rennes-le-Château
Rennes-le-Château (Rènnas del Castèl in occitano) è un comune francese di 87 abitanti situato nel dipartimento dell'Aude nella regione Occitania.

## La leggenda moderna di Rennes-le-Château

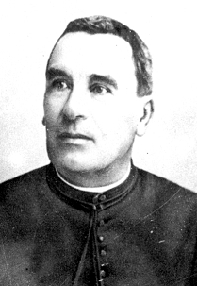
Bérenger Saunière (1852-1917), il famoso parroco di Rennes-le-Château dal 1885 al 1909

Pur contando solo una manciata di abitanti, questo piccolo paese dell'Aude ogni anno è meta di migliaia di amanti del mistero e cercatori di tesori, attirati sul luogo da un corpus leggendario creatosi nel corso di un secolo dal sovrapporsi di tematiche provenienti da ambienti culturali molto diversi.
Centro delle ricerche è un presunto "tesoro" che sarebbe nascosto in paese o nei dintorni, presumibilmente ritrovato dal parroco che resse la locale chiesa di Santa Maria Maddalena  a cavallo del XIX e XX secolo: Bérenger Saunière (1852-1917).
Il nucleo da cui la leggenda ha preso spunto è un fatto documentato sul quale si è a lungo favoleggiato, arricchendolo di particolari del tutto inverosimili. Durante i lavori di ristrutturazione della parrocchia, infatti, eseguiti tra il 1887 e il 1897, l'abate Saunière si imbatté in una serie di reperti di cui è rimasta una debole traccia documentale e qualche testimonianza da parte di suoi contemporanei. Troppo poco per identificare con certezza la natura degli oggetti ritrovati. Uno dei diari del parroco parla infatti della scoperta di un sepolcro, che potrebbe aver trovato sotto il pavimento della chiesa, trattandosi dell'antico sepolcro dei Signori del paese il cui accesso era stato murato. Testimonianze oculari parlano del ritrovamento di un contenitore di oggetti preziosi, da Saunière sbrigativamente definite "medaglie di Lourdes"; forse qualche reperto lasciato sul posto da Antoine Bigou, parroco di Rennes durante la Rivoluzione francese che fu costretto a fuggire in tutta fretta dal paese per rifugiarsi in Spagna; all'interno dell'altare o in una fialetta di vetro Saunière avrebbe trovato delle piccole pergamene, con ogni probabilità - e seguendo la tradizione cattolica - legate alla cerimonia di consacrazione dell'altare.
Dopo i restauri della parrocchiale, Saunière spese enormi quantità di denaro per costruire una serie di eleganti costruzioni tra cui una villa (Villa Betania), dei giardini, una balconata panoramica, una torre-biblioteca e una serra per gli animali esotici. Il suo tenore di vita non passò inosservato al vescovo De Beauséjour che, dopo un lungo braccio di ferro per vie legali, sospese Saunière dalle funzioni sacerdotali.
Sin dagli anni quaranta del XX secolo Rennes fu visitata da un giovane esoterista francese chiamato Pierre Plantard (1920-2000), che fece amicizia con il curatore delle eredità lasciate da Saunière, Noel Corbu (1912-1968), e raccolse molte informazioni sulla vita del parroco. Corbu, che aveva fatto delle proprietà del parroco un ristorante, era solito favoleggiare sull'origine delle ricchezze di quello che - in seguito ad alcuni articoli sulla stampa locale - fu chiamato Le Curé aux milliards: nei racconti di Corbu, tra l'altro romanziere dilettante, Saunière aveva ritrovato, grazie alla decifrazione delle pergamene ritrovate nell'altare, il tesoro di Bianca di Castiglia.
Gli articoli usciti sull'argomento sul giornale La Dépêche du Midi fecero accorrere nella zona decine di cercatori di tesori, tra i quali Robert Charroux, che nel 1962 nel suo libro Trésors du monde parlò del presunto ritrovamento di Saunière. Delle voci che iniziarono a circolare si occupò il custode della Biblioteca di Carcassonne, René Descadeillas: la sua posizione gli consentiva di accedere ai documenti originali intorno alle vicende descritte da Corbu. Nella sua Notice sur Rennes-le-Château et l'abbé Saunière lo studioso smontò gran parte delle "voci" diffuse da Corbu, pubblicando i documenti che dimostravano la vera origine delle ricchezze di Saunière: una monumentale impresa di vendita di messe per corrispondenza. Sebbene la Notice contenesse diverse imprecisioni (e più di recente si scoprirà che le ricchezze di Saunière non provenivano solo dalle messe ma anche da finanziamenti occulti da parte di filomonarchici che si opponevano alla Repubblica), il lavoro di Descadeillas poteva già fornire una prima ricostruzione corretta delle vicende.
Mentre i cercatori effettuavano i primi scavi nei dintorni del paese, rivelando molti reperti che testimoniano la secolare storia del paese, nel 1956 Pierre Plantard fondava in Svizzera, insieme a tre amici, un gruppo di ispirazione esoterica chiamato Priorato di Sion, il cui nome si ispirava ad un monte nei pressi della città di Annemasse, il monte Sion. Come molti altri gruppi esoterici, anche il Priorato di Sion - nella persona di Plantard - fece enormi sforzi per crearsi un passato glorioso e antico: falsificando una serie di documenti e collegando con personaggi fittizi moltissimi alberi genealogici separati, Plantard intendeva proporsi come discendente dai re Merovingi, e quindi possibile erede di un ormai anacronistico trono francese. Molto del materiale creato a tavolino da Plantard e soci venne depositato alla Biblioteca Nazionale di Parigi sotto molti pseudonimi, tra cui quello di Henri Lobineau, pseudo-autore dei Dossier Secrets che raccoglievano le su citate genealogie collegate ad arte.
Per supportare questa teoria, oltre a tenere una serie di conferenze nella Chiesa di Saint Sulpice a Parigi, Plantard contattò lo scrittore Gérard de Sède che, nel 1967, pubblicò L'or de Rennes. Nel libro veniva raccontato il ritrovamento da parte di Saunière di alcune pergamene, corredato da alcune testimonianze. Più di recente gli abitanti di Rennes si sono lamentati che le testimonianze fornite all'epoca erano state gravemente alterate; in particolare, gli scrittori implicati nella macchinazione intendevano "provare" il ritrovamento di quattro pergamene che fornivano la base documentale dell'invenzione di Plantard. Una signora così si espresse: "Loro non riportavano mai sui loro giornali quel che avevo detto loro, citavano sempre delle pergamene trovate nel pilastro dell'altare sebbene io non avessi mai detto una cosa del genere!". In realtà, le pergamene riprodotte nel libro di De Sède erano state disegnate da Philippe De Cherisey, amico di Plantard, che si ispirò alla letteratura di Maurice Leblanc e ai suoi romanzi su Arsène Lupin, colmi di codici segreti e giochi di parole. Il messaggio nascosto nelle pergamene faceva riferimento ad un tesoro che apparteneva a Sion (dunque al Priorato) e a Dagoberto II e a qualcuno che era "morto là" (a Rennes). Il personaggio che sarebbe morto a Rennes era, nella macchinazione di Plantard, Sigisberto IV. Presunto figlio di Dagoberto che storicamente si ritiene essere deceduto molto giovane e senza figli insieme al padre, nel racconto di Plantard divenne invece l'anello di congiunzione tra i Merovingi e i signori di Rennes, dai quali - a sua volta - lui affermava di discendere.
Il libro di De Sède fu letto alla fine degli anni sessanta del XX secolo da un giornalista della BBC, Henry Lincoln, che - sconvolto dalle rivelazioni dello scrittore francese - ai misteri di Rennes-le-Chateau dedicò tra il 1972 e il 1981 tre documentari della serie "Chronicle": The Lost Treasure of Jerusalem? ("Il tesoro perduto di Gerusalemme"), The Priest, the Painter and the Devil ("Il prete, il pittore e il diavolo") e The Shadow of the Templars ("L'ombra dei Templari"). Per il terzo documentario, Lincoln si avvalse della collaborazione di Richard Leigh, romanziere appassionato di esoterismo, e di Michael Baigent, giornalista e psicologo; il successo della serie assicurò al libro che raccoglieva gli studi presentati vendite da capogiro. The Holy Blood and the Holy Grail ("Il Sacro Sangue e il Sacro Graal") fu pubblicato anche in Italia, con il titolo di Il Santo Graal.
Nelle pagine del libro, le vicende raccontate da Plantard vennero ulteriormente distorte dai tre autori: attraverso i Merovingi, il fondatore del Priorato di Sion discendeva addirittura da Gesù Cristo, che non era affatto morto in croce, ma si era sposato con Maria Maddalena e aveva raggiunto Marsiglia per dar via a una discendenza che avrebbe poi conquistato il trono francese. Secondo la loro versione della storia, il tesoro che arricchì Bérenger Saunière non era di natura materiale ma documentale: i tre autori sostennero, infatti, che il parroco avesse trovato documenti che provavano la terribile verità della discendenza di Gesù, conosciuta storicamente come dinastia del Sang Real, il "Sangue Reale", termine in seguito corrotto in San Greal o più precisamente Santo Graal.
Dietro le ricchezze di Saunière ci sarebbe dunque stata l'ombra del Vaticano, che stava comprando il silenzio del curato sulla scottante scoperta. Era proprio questa "conoscenza" il tesoro maledetto cui avrebbe fatto riferimento De Sède nel suo libro. Essa sarebbe giunta dall'oriente tramite i Catari che a loro volta l'avevano ricevuta dai Templari. Costoro sarebbero stati l'emanazione di un'ipotetica organizzazione segreta chiamata Priorato di Sion, fondata da Goffredo di Buglione nel 1099. Questo fantomatico gruppo avrebbe avuto a capo, nel corso dei secoli, personaggi sorprendenti: furono Gran Maestri di Sion tra gli altri Sandro Botticelli, Leonardo da Vinci, Robert Boyle, Isaac Newton, Victor Hugo e Jean Cocteau. Il Priorato avrebbe avuto come scopo quello di purificare e rinnovare il mondo intero, radunando tutte le nazioni sotto una monarchia illuminata retta da un sovrano merovingio dello stesso lignaggio di Cristo. I tre studiosi citarono a sostegno delle loro teorie l'indole bizzarra di Bérenger, singolarmente attenta alle allegorie e al simbolismo esoterico, ma - nonostante sulla scia di una tradizione locale dell'epoca, non parrebbe così strano ritrovarvi un modesto interesse per l'esoterismo - non esiste alcuna prova di suoi contatti con ambienti occultistici parigini, come da loro affermato. È sufficiente un'analisi sommaria del libro dei tre autori per riconoscere la firma di Plantard dietro la finta storia del Priorato di Sion. 

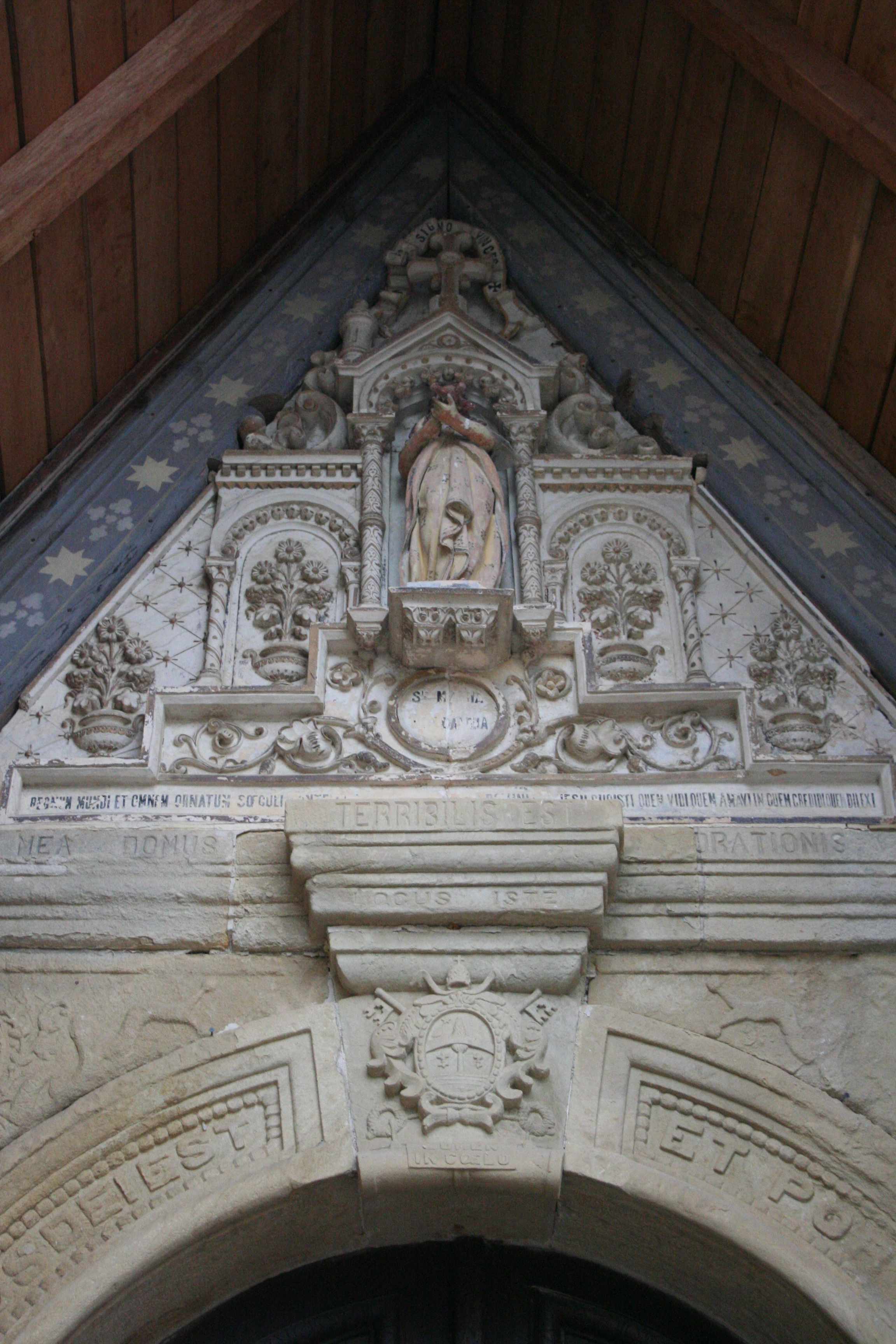
Frontone della Chiesa della Santa Maddalena

Le conclusioni cui giunsero sono ormai oggetto di scherno da parte degli storici più seri. Perfino alcuni studiosi di esoterismo come Mariano Bizzarri e Francesco Scurria scrissero: "Dopo anni di ricerche sappiamo, ora, che la tesi di Lincoln e soci riposa su un cumulo di inesattezze, falsità e manomissioni. […] I pretesi manoscritti sono un falso palese e dichiarato. Non esiste discendenza di Dagoberto II, né tantomeno vivono Merovingi pretendenti a un trono che è caduto con Luigi XVI [...] L'Ordine di Sion non è mai esistito; quanto al Priorato, le sue tracce nascono e muoiono con l'atto di registrazione depositato nel 1956. Né l'uno né l'altro sono stati fondati da Goffredo di Buglione, e con i Templari e la Massoneria esoterica hanno tanto a che vedere quanto un terrestre con un marziano".
Nel 1989 Pierre Plantard, in seguito all'imprevista evoluzione della sua storia dovuta al best seller inglese, rinnegò tutto quanto aveva affermato in precedenza e propose una seconda versione della leggenda, sostenendo che il Priorato non era nato durante le Crociate ma nel 1781 a Rennes-le-Chateau. Finirà processato nel 1993 dal giudice Thierry Jean-Pierre per aver coinvolto un finanziere morto nel 1989 nelle sue fantasticherie sui Gran Maestri del Priorato di Sion. Durante il processo, di fronte a una quantità di materiale falsificato trovato nella sua abitazione, ammetterà di aver inventato tutto e chiuderà in questo modo una carriera costantemente in bilico tra la beffarda ironia e le anacronistiche aspirazioni monarchiche.
Il romanzo di Dan Brown Il codice da Vinci riporterà al centro della scena mondiale - diffondendone ulteriormente il mito - il Priorato di Sion, affermando, all'interno delle note storiche che precedono il romanzo, che la descrizione storica dell'organizzazione è vera. Sono tali e tanti i punti di contatto con Il Santo Graal che Michael Baigent e Richard Leigh denunciarono Brown per plagio, perdendo però la causa. Henry Lincoln, invece, dichiarerà di non credere più minimamente alle teorie proposte da lui stesso nel libro.
Più recenti studi hanno dimostrato connessioni del corpus leggendario di Rennes con i romanzi di Maurice Leblanc del ciclo di Lupin, aprendo nuovi orizzonti alle analisi storiche degli avvenimenti occorsi nell'Aude di fine Ottocento, che rappresentano il vero enigma di Rennes-le-Château.

## La chiesa di Santa Maria Maddalena
Nel frontone della chiesa v'è scritto "Terribilis est locus iste" e ciò ha fatto pensare a significati arcani ed esoterici. La frase, però, è tutt'altro che incongrua in una chiesa: è presente infatti nell'Antico Testamento nella scena della visione di Giacobbe (Genesi, 28; 17) ed il termine latino terribilis, comunemente tradotto in italiano con "terribile", ha anche il significato di "cosa che incute rispetto", concetto che richiama il "timore di Dio". Pertanto, si può benissimo tradurre la frase nella seguente maniera: "Questo luogo incute rispetto", cioè quello che si deve normalmente portare per un luogo religioso, e infatti la stessa frase si trova all'ingresso di molte altre chiese (ad esempio quella di San Michele a Monte Sant'Angelo, quella dei Santi Stefano e Margherita ad Arcola e quella della Maria SS Annunziata a Termini Imerese). La stessa frase è anche l'incipit della preghiera di dedicazione delle chiese (In dedicatione ecclesiae) e molti sono i canti liturgici intitolati Terribilis est.
All'ingresso della chiesa è situata l'acquasantiera, sotto la quale si trova un orrendo demone solitamente identificato con Asmodeo. Molti autori che si sono occupati di Rennes-le-Château, a partire dai soliti Baigent, Leigh e Lincoln, hanno scritto che si tratterebbe di una raffigurazione incongrua e misteriosa, così come la disposizione delle stazioni della Via Crucis in senso antiorario. Anche questi particolari però sono spiegabili nell'ambito dell'ortodossia cristiana: l'acquasantiera con il demone schiacciato e sconfitto dal battesimo si trova anche in altre chiese (ad esempio San Paolo fuori le Mura a Roma, la chiesa parrocchiale di Santa Lucia di Piave in Veneto, Saint Malo a Dinan in Bretagna o Montréal nell'Aude, peraltro non molto lontano da Rennes-le-Château) a ricordo della domanda alla quale devono rispondere i padrini: "Rinunci a Satana?"; così come in ogni città si trovano equamente distribuite Vie Crucis sia in senso orario che antiorario, non essendovi alcuna prescrizione liturgica in merito. Addirittura in Francia la maggioranza delle vie crucis risulta essere disposta in senso antiorario.
Il 23 aprile 2017 una donna, rivendicando un presunto atto contro la Francia e la morte di bambini siriani (più verosimilmente con problemi mentali), ha distrutto il volto e il braccio del demonio e parte della raffigurazione della Maddalena.
Il 17 gennaio di ogni anno la chiesa di Santa Maria Maddalena è meta di pellegrinaggio da parte di molti studiosi e curiosi per assistere al fenomeno delle "mele blu", un albero di luci creato dai raggi del sole attraversando le vetrate della chiesa. Un fenomeno simile è stato rinvenuto lo stesso giorno in una chiesa poco distante da quella di Santa Maria Maddalena nel paesino di Brenac. Fenomeni luminosi di rifrazione e trasparenza di quel tipo, con colori e disegni variabili a seconda dei soggetti delle vetrate, sono però molto comuni e osservabili in moltissimi altri edifici che presentano vetrate rivolte verso il sole.

## Società

### Evoluzione demografica
Abitanti censiti

## Curiosità
Il videogioco Gabriel Knight 3: Il mistero di Rennes-le-Chateau si svolge interamente nel villaggio e nei suoi dintorni ed illustra una serie di eventi sovrannaturali legati alla leggenda del paesino, mescolandoli ad un'analisi storica molto accurata.